# جارد ويلسون
جارد ويلسون (بالإنجليزية: Jared Wilson)‏ (24 يناير 1989 بشلتنهام في المملكة المتحدة - ) هو لاعب كرة قدم بريطاني في مركز الظهير. لعب مع برمنغهام سيتي ونادي تشيسترفيلد ونادي ووستر سيتي وCirencester Town F.C. ‏ وEvesham United F.C. ‏.

## وصلات خارجية
- جارد ويلسون على موقع قاعدة بيانات كرة القدم.إي يو (الإنجليزية)
- جارد ويلسون على موقع Soccerbase.com (لاعب) (الإنجليزية)
- جارد ويلسون على موقع Soccerway.com (الإنجليزية)